# Alegerile primare ale Partidului Democrat, 2020
Alegerile primare ale partidului Democratic al S.U.A. pentru prezidenția din anul 2020 va fi o serie de concursuri electorale organizate de Partidul Democrat pentru selectarea a cel puțin 3 768 de delegați pentru Convenția Națională Democrată (numărul este supus schimbării datorita probabilității de a exista delegați bonus și a penalităților ce pot urma și care nu sunt incluse momentan) unde se va determina candidatul democrat pentru Președintele Statelor Unite în alegerile prezidențiale din SUA  2020 .   Alegerile vor avea loc în toate cele cincizeci de state americane, Districtul Columbia și cinci teritorii din SUA.  Un număr suplimentar de 764 de delegați sau superdelegați , inclusiv liderii de partid și aleșii oficiali (număr care poate fi modificat din cauza probabilităților de decese, demisii, aderări sau selecție în calitate de candidat angajat) vor fi numiți de conducerea partidului independent față de procesul electoral primar.  Convenția va aproba, de asemenea, platforma partidului și candidatul pentru poziția de vicepreședinte. 